# Kansas City Chiefs 1968
La stagione 1968 dei Kansas City Chiefs è stata la nona della franchigia nell'American Football League. La squadra terminò con un record di 12–2, prima nella Western Division alla pari con gli Oakland Raiders, cosa che richiese uno spareggio, in cui i californiani ebbero la meglio 41–6. 
I Chiefs del 1968 ebbero una delle migliori difese della storia del club, concedendo un record AFL (e ancora record di franchigia) di 170 punti, o 12,1 a partita. The nucleus of the defensive unit was clearly in its prime, producing six AFL All-Stars, including all three of the squad's linebackers.
Offensivamente, il quarterback Len Dawson guidò la AFL in yard passate per la quarta volta. La guardia Ed Budde fu premiato come giocatore offensivo della settimana per la sua prestazione il 20 ottobre Raiders. Fu la prima volta che il premio venne assegnato a un interior lineman.
I Chiefs iniziarono la stagione con un record di 7–1 e chiusero la stagione regolare con cinque vittorie consecutive e un record di 12–2, condividendo il titolo di division con i Raiders e portando allo spareggio del 22 dicembre, in cui i Raiders avanzarono alla finale di campionato contro i New York Jets. La sconfitta contro Oakland fu un evento importante nella rivalità contro i Raiders, una delle più sentite della NFL.

## Roster
| Roster dei Kansas City Chiefs nel 1968 |
| --- |
| Quarterback - 16 Len Dawson - 11 Jacky Lee Running Back - 23 Bert Coan - 21 Mike Garrett - 38 Wendell Hayes FB - 45 Robert Holmes - 32 Curtis McClinton FB Wide Receiver - 17 Jack Gehrke - 25 Frank Pitts - 30 Gloster Richardson - 1 Noland Smith - 89 Otis Taylor Tight End - 84 Fred Arbanas - 80 Reggie Carolan Offensive Linemen - 71 Ed Budde G - 60 George Daney G - 73 Dave Hill T - 55 E.J. Holub C - 64 Curt Merz G - 61 Mo Moorman G - 65 Remi Prudhomme C - 77 Jim Tyrer T Defensive Linemen - 87 Aaron Brown DE - 86 Buck Buchanan DT - 61 Curley Culp DT - 85 Chuck Hurston DE - 99 Ernie Ladd DT - 82 Ed Lothamer DT - 75 Jerry Mays DE Linebacker - 52 Bud Abell - 78 Bobby Bell - 63 Willie Lanier - 51 Jim Lynch - 58 Dave Martin Defensive Back - 24 Ceasar Belser - 46 Jim Kearney SS - 48 Sam Longmire - 22 Willie Mitchell CB - 42 Johnny Robinson FS - 20 Goldie Sellers CB - 18 Emmitt Thomas CB Special Team - 3 Jan Stenerud K - 44 Jerrel Wilson P           |
| Legenda - I rookie sono in corsivo. - Il primo ruolo è il principale mentre gli eventuali successivi indicano i ruoli secondari. - (IR) sta per Injured Reserve ed indica la lista ristretta per un solo giocatore infortunato che può tornare ad allenarsi dopo la settimana 6 e a rientrare in prima squadra dopo che questa ha giocato 8 partite. - (NF-Inj.) / (NF-Ill.) stanno rispettivamente per Non-Football Injured e Non-Football Illness ed indicano le liste dove viene inserito un giocatore che ha un infortunio o una malattia non dipendente dal football americano. - (PUP) sta per Physically Unable to Perform ed indica la lista dove viene inserito un giocatore mentre è in attesa di recuperare la condizione fisica. Nella stagione regolare dopo la sesta partita giocata dalla propria squadra, il giocatore ha tempo tre settimane per riprendere ad allenarsi, più tre settimane aggiuntive dal suo rientro agli allenamenti per rientrare in prima squadra. |

## Calendario
| Stagione regolare |              |                       |                    |                    |                    |
| Turno             | Data         | Avversario            | Risultato          | Record             | Pubblico           |
| 1                 | 9 settembre  | at Houston Oilers     | V 26–21            | 1–0                | 45,083             |
| 2                 | 15 settembre | New York Jets         | S 19–20            | 1–1                | 48,871             |
| 3                 | 22 settembre | Denver Broncos        | V 34–2             | 2–1                | 45,821             |
| 4                 | 28 settembre | at Miami Dolphins     | V 48–3             | 3–1                | 28,501             |
| 5                 | 5 ottobre    | at Buffalo Bills      | V 18–7             | 4–1                | 40,748             |
| 6                 | 13 ottobre   | Cincinnati Bengals    | V 13–3             | 5–1                | 47,096             |
| 7                 | 20 ottobre   | Oakland Raiders       | V 24–10            | 6–1                | 50,015             |
| 8                 | 27 ottobre   | San Diego Chargers    | V 27–20            | 7–1                | 50,344             |
| 9                 | 3 novembre   | at Oakland Raiders    | S 21–38            | 7–2                | 53,357             |
| 10                | 10 novembre  | at Cincinnati Bengals | V 16–9             | 8–2                | 25,537             |
| 11                | 17 ottobre   | Boston Patriots       | V 31–17            | 9–2                | 48,271             |
| 12                | 24 novembre  | Settimana di pausa    | Settimana di pausa | Settimana di pausa | Settimana di pausa |
| 13                | November 28  | Houston Oilers        | V 24–10            | 10–2               | 48,493             |
| 14                | 8 dicembre   | at San Diego Chargers | V 40–3             | 11–2               | 51,174             |
| 15                | 14 dicembre  | at Denver Broncos     | V 30–7             | 12–2               | 38,463             |

## Classifiche
| AFL Western Division |    |    |   |      |     |     |     |     |
|                      | V  | S  | P | %    | DIV | PF  | PS  | STR |
| Oakland Raiders      | 12 | 2  | 0 | .857 | 6–2 | 453 | 233 | V8  |
| Kansas City Chiefs   | 12 | 2  | 0 | .857 | 7–1 | 371 | 170 | V5  |
| San Diego Chargers   | 9  | 5  | 0 | .643 | 5–3 | 382 | 310 | S2  |
| Denver Broncos       | 5  | 9  | 0 | .357 | 1–7 | 275 | 404 | S3  |
| Cincinnati Bengals   | 3  | 11 | 0 | .214 | 1–7 | 215 | 329 | S3  |

Nota: I pareggi non venivano conteggiati ai fini della classifica fino al 1972.

## Playoff

### Western Division playoff
|         | 1  | 2 | 3 | 4  | Totale |
| ------- | -- | - | - | -- | ------ |
| Chiefs  | 0  | 6 | 0 | 0  | 6      |
| Raiders | 21 | 7 | 0 | 13 | 41     |

Oakland Raiders 41, Kansas City Chiefs 6
22 dicembre 1968, all'Oakland–Alameda County Coliseum, Oakland, California
Marcature
- OAK – Biletnikoff su passaggio da 24 yard di Lamonica (extra point di Blanda)
- OAK – Wells su passaggio da 23 yard di Lamonica (extra point di Blanda)
- OAK – Biletnikoff su passaggio da 44 yard di Lamonica (extra point di Blanda)
- KC – Field goal di Stenerud 10
- KC – Field goal di Stenerud 8
- OAK – Biletnikoff su passaggio da 54 yard di Lamonica (extra point di Blanda)
- OAK – Wells su passaggio da 25 yard di Lamonica (extra point di Blanda)
- OAK – Field goal di Blanda 41
- OAK – Field goal di Blanda 40